# Greater Orlando

Zone métropolitaine d’Orlando-Kissimmee.

Le Greater Orlando (« Grand Orlando »), , ou Metro Orlando est une région du centre de la Floride aux États-Unis. Il s’agit de la troisième zone métropolitaine par le nombre d'habitants en Floride et la 27e au niveau national. En 2020, la ville d’Orlando n’accueille que 277 173 habitants mais en prenant la zone métropolitaine voisine la population atteint 2 673 376 habitants. La zone fait partie de la région dénommée Central Florida.
Orlando est la plus grande ville de la zone devant Kissimmee et Sanford. Il y a également de nombreuses autres cités qui appartiennent à cette région. 

## Économie
La région attire de nombreux touristes grâce à la présence du Walt Disney World Resort, de SeaWorld Orlando et des Universal Studios. L’industrie des agrumes a diminué durant le XXe siècle car de nombreux agriculteurs se sont déplacés plus au sud pour être plus à l’abri des rigueurs des hivers. C’est toutefois dans cette région que la célèbre marque de jus d’orange Minute Maid a lancé sa production. Du côté de l’enseignement la région accueille l’université du centre de la Floride qui est reconnue dans le domaine de l’informatique et de l’ingénierie. On y trouve également des centres de recherche médical et de biotechnologie, des filiales de Lockheed Martin, Oracle, Electronic Arts et Siemens.